# Beating Hearts
Beating Hearts (Originaltitel: L’amour ouf, dt. Leidenschaftliche Liebe oder Amour fou, wobei hier ouf jugendsprachlich französisch für fou steht) ist ein Spielfilm von Gilles Lellouche aus dem Jahr 2024. Die Liebesgeschichte mit François Civil und Adèle Exarchopoulos in den Hauptrollen wurde beim 77. Filmfestival von Cannes uraufgeführt; Lellouche erhielt eine Einladung in den Wettbewerb um die Goldene Palme. Bei der französisch-belgischen Produktion handelt es sich um eine freie Adaption des Romans Jackie Loves Johnser OK? von Neville Thompson. Der Film kam am 27. März 2025 ins deutsche Kino.

## Handlung
Nordfrankreich in den 1980er Jahren: Jackie und Clotaire kennen sich seit Kindertagen. Sie haben gemeinsam die Schule besucht und sind am Hafen aufgewachsen. Während Jackie lieber studiert, folgt Clotaire dem Müßiggang. Schließlich verlieben sich beide ineinander. Clotaire wird in Bandengewalt verwickelt und landet für ein Verbrechen, das er nicht begangen hat, im Gefängnis. Nachdem er seine jahrelange Haftstrafe abgesessen hat, hat er das Ziel, Jackies Herz zurückzugewinnen, obwohl sie weitergezogen ist.

## Veröffentlichung
Die Weltpremiere von Beating Hearts erfolgte am 23. Mai 2024 im Hauptwettbewerb des Filmfestivals von Cannes. Am 16. Oktober 2024 lief der Film im Verleih von Studiocanal in den französischen Kinos an.